# 青森県道154号妙堂崎五所川原線
青森県道154号妙堂崎五所川原線（あおもりけんどう154ごう みょうどうざきごしょがわらせん）は青森県北津軽郡鶴田町から五所川原市に至る一般県道である。

## 概要
北津軽郡鶴田町大字妙堂崎で青森県道153号山田鶴田線から北東へ分岐し、五所川原市字田町で国道101号に接続する。

### 路線データ
- 起点 : 北津軽郡鶴田町大字妙堂崎[1]（青森県道153号山田鶴田線交点）
- 終点 : 五所川原市[1]（国道101号交点）
- 重要な経過地 : つがる市柏

## 歴史
- 1961年（昭和36年）2月10日 - 県道に認定される[1]。
- 1989年（平成元年）8月30日 - 岩木川に架かる「五所川原大橋」開通[2]。

## 路線状況

### 重複区間
- 青森県道37号弘前柏線 - つがる市柏桑野木田字八幡 - つがる市柏字広須

## 地理

### 通過する自治体
- 北津軽郡鶴田町
- つがる市
- 五所川原市

### 交差する道路
- 青森県道153号山田鶴田線（北津軽郡鶴田町大字妙堂崎、起点）
- 青森県道186号桑野木田南広森線（つがる市柏桑野木田字男山）
- 青森県道37号弘前柏線（つがる市柏桑野木田字八幡）
- 青森県道37号弘前柏線（つがる市柏字広須）
- 国道101号（五所川原市、終点）
- 国道339号・青森県道156号福山五所川原線（終点を100 m直進して接続）

### 沿線の施設
- イオンモールつがる柏
- ザ・サンワ 柏店
- ケーズデンキ つがる柏店
- WonderGOO
- タケダスポーツ